# Saint-Angel (Puy-de-Dôme)
Saint-Angel ist eine französische Gemeinde mit 474 Einwohnern (Stand: 1. Januar 2022) im Département Puy-de-Dôme in der Region Auvergne-Rhône-Alpes. Sie gehört zum Arrondissement Riom und zum Kanton Saint-Georges-de-Mons (bis 2015: Kanton Manzat). Die Einwohner werden Birands genannt.

## Geographie
Saint-Angel liegt etwa 26 Kilometer nordnordwestlich von Clermont-Ferrand in den Monts Dômes. Der Fluss Morge bildet die südöstliche Gemeindegrenze. Umgeben wird Saint-Angel von den Nachbargemeinden Blot-l’Église im Norden, Charbonnières-les-Vieilles im Osten, Manzat im Süden, Vitrac im Südwesten sowie Châteauneuf-les-Bains im Westen und Nordwesten.

## Bevölkerungsentwicklung
| Jahr                       | 1962 | 1968 | 1975 | 1982 | 1990 | 1999 | 2006 | 2018 |
| Einwohner                  | 444  | 426  | 375  | 360  | 369  | 351  | 398  | 445  |
| Quellen: Cassini und INSEE |      |      |      |      |      |      |      |      |